# Opistharsostethus unifascia
Opistharsostethus unifascia är en insektsart som först beskrevs av Walker 1857.  Opistharsostethus unifascia ingår i släktet Opistharsostethus och familjen spottstritar. Inga underarter finns listade i Catalogue of Life.